# Edward Liddie
Edward Liddie (né le 24 juillet 1959) est un judoka américain ayant représenté son pays lors des Jeux olympiques d'été de 1984. Il remporte la médaille de bronze dans la catégorie des moins de 60 kg.

## Palmarès

### Jeux olympiques
- Jeux olympiques de 1984 à Los Angeles,  États-Unis
  -  Médaille de bronze